# Jornal de Notícias
Le Jornal de Notícias est le quotidien national (étiqueté à droite) le deuxième plus lu au Portugal. Il est diffusé à plus de 111 000 exemplaires quotidiens. C'est aussi l'un des plus anciens du pays : la première édition a été lancée en 1888 à Porto.

## Présentation
Quotidien du « centre politique », le Jornal de Notícias appartiennent au puissant groupe de médias Contolinveste. Depuis les années 1980 le journal apparaît au format tabloïd dans le pays. En 1995, une édition électronique a été lancée.
Tout d'abord consacré à la région nord du pays et plus particulièrement à Porto, le journal s'est transformé et s'est ouvert sur le plan national tout en gardant une édition spécifique pour le Nord, le Minho, le Sud avec Lisbonne et le Centre du pays.